# Metrum (muzyka)
Metrum (od gr. metron „miara”) – obowiązujący w utworze muzycznym schemat, który określa układ akcentów w obrębie taktu oraz sposób zapisu wartości rytmicznych.

## Podział
Ze względu na liczbę akcentów w obrębie taktu:
- Metrum proste (jeden akcent w obrębie taktu);
- Metrum złożone (więcej niż jeden akcent w obrębie taktu).

Ze względu na liczbę miar akcentowanych i nieakcentowanych:
- Metrum dwudzielne (dwumiarowe, parzyste): po mierze akcentowanej przypada jedna miara nieakcentowana;
- Metrum trójdzielne (trójmiarowe, nieparzyste): po mierze akcentowanej przypadają dwie miary nieakcentowane.

Ze względu na układ metrów prostych w metrum złożonym:
- Metrum złożone regularne (wszystkie metra proste składające się na metrum złożone są identyczne);
- Metrum złożone nieregularne (przynajmniej jedno metrum proste wchodzące w skład metrum złożonego jest inne niż pozostałe).

## Zapis
We współczesnej notacji muzycznej od ok. XVII/XVIII w. metrum utworu zapisuje się za kluczem i znakami chromatycznymi w postaci dwóch cyfr. Cyfra dolna oznacza nutę, która jest podstawową jednostką metryczną dla danego utworu. I tak: 1 oznacza całą nutę, 2 półnutę, 4 ćwierćnutę, 8 ósemkę itd. Górna cyfra oznacza liczbę jednostek metrycznych w takcie. W podanym przykładzie zapisu metrum podstawową jednostką metryczną jest ćwierćnuta. Metrum dwumiarowe mogą więc realizować dwie ćwierćnuty, jedna ćwierćnuta i dwie ósemki, cztery ósemki i wszelkie inne kombinacje dowolnych nut, o ile suma ich wartości daje dwie ćwierćnuty.
W muzyce dawnej (do około połowy XVII w.) jako podstawowej jednostki metrycznej używano całych nut lub półnut. W czasach baroku zaczęto używać ćwierćnut oraz ósemek (rzadziej szesnastek) i te do dziś są najczęściej przyjmowane jako jednostka metryczna. W muzyce dawnej (do około połowy XVII w.) oznaczenia liczbowe, często wyglądające identycznie jak współczesne oznaczenia metryczne, wyznaczały tempo oraz proporcje jednostek metrycznych przy zmianie rytmu dwudzielnego na trójdzielny lub odwrotnie.

## Metrum proste
Jest to podstawowy schemat metryczny zawierający dwie lub trzy jednostki, np.: 2/4, 2/2, 3/8, 3/4, 3/2 lub rzadziej spotykane 2/16, 2/8, 2/1, 3/16.

## Metrum złożone
Składając dwa podstawowe schematy metryczne, można uzyskać bardziej skomplikowane schematy metryczne nazywane ogólnie metrum złożonym.
Systemy złożone zachowują typowy dla systemów prostych układ akcentów, z tym że akcenty w drugim schemacie są słabsze niż w pierwszym.
Składanie większej liczby schematów prostych i mieszanie ich ze sobą (schematy metryczne mieszane) pozwala stworzyć nieograniczoną liczbę dowolnie skomplikowanych schematów metrycznych.

## Przykłady
Przykłady dzieł muzycznych dla różnych schematów metrycznych:
- 2/2 – Johann Sebastian Bach Anglaise z III Suity francuskiej BWV 814
- 2/4 – krakowiak, Joseph Haydn Sonata E-dur
- 2/8 – Karol Szymanowski Nikczemny Szpak
- 3/2 – Johann Sebastian Bach Kurant z V Suity angielskiej BWV 810
- 3/4 – walc, Fryderyk Chopin Mazurek op. 33 nr 1
- 3/8 – Ludwig van Beethoven Dla Elizy
- 3/16 – Aleksandr Skriabin Sonata nr 10
- 4/2 – Johann Sebastian Bach Fuga E-dur z II tomu Das wohltemperierte Klavier
- 4/4 – marsz
- 4/8 – Karol Szymanowski Kołysanka gniadego konia
- 4/16 – Johannes Brahms Sonata f-moll
- 5/4 – Piotr Czajkowski VI Symfonia h-moll op. 74, cz. II, Jerzy Matuszkiewicz muzyka do filmu Stawka większa niż życie, Steven Wilson Routine, Pink Floyd Two Suns in the Sunset
- 5/8 – Karol Szymanowski Maski
- 6/8 – Wolfgang Amadeus Mozart Sonata fortepianowa A-dur KV 331, cz. I, Emerson, Lake and Palmer Bitches Crystal, Metallica Nothing Else Matters, Genesis Entangled
- 6/16 – Robert Schumann Die Hockläder Witwe
- 7/4 – Cream Passing The Time, Pink Floyd Money, Peter Gabriel Solsbury Hill
- 7/8 – Rush Tom Sawyer, Porcupine Tree Dark Matter, King Crimson Larks’ Tongues in Aspic, Part 1, Peter Gabriel Solsbury Hill, Pink Floyd Money
- 9/4 – Johannes Brahms III Symfonia F-dur op. 90, takty 36-48
- 9/8 – Claude Debussy Clair de lune z Suite bergamasque
- 12/8 – Antonio Vivaldi Koncert skrzypcowy E-dur op. 8 nr 1 „La primavera”, cz. III (z cyklu Le quattro stagioni)
- 15/8 – King Crimson One More Red Nightmare, Steven Wilson Remainder the Black Dog

Georg Philipp Telemann dla celów ilustracyjnych (widocznych tylko w zapisie nutowym) wykorzystał w tzw. Suicie Guliwer D-dur na dwoje skrzypiec rzadko stosowane metra, m.in. w części II Lilliputsche Chaconne – 3/32, a w części III Brobdingnagische Gique – 24/1.
W muzyce współczesnej często odchodzi się od jednolitego systemu metrycznego dla całego utworu muzycznego na rzecz metrum zmiennego. Na przykład progresywna grupa Yes w kompozycji Close to the Edge dokonała kilkunastu zmian metrum, używając schematów: trzy-drugie, cztery-drugie, cztery-czwarte, dwanaście-ósmych i dziewięć-szesnastych. Natomiast stałe metrum jest elementem charakterystycznym dla tańców tradycyjnych.
Przykładem eksperymentów muzycznych jest Michael Angelo Batio, który niekiedy stosuje złożone metrum (jak np. w utworach Time Traveler – Planet Gemini (solo) czy Hands Without Shadows). Autor wyjaśnił, że metrum w Hands Without Shadows to piętnaście ósmych.

### Przykłady dźwiękowe
1. przykład jak metrum 1/4ⓘ brzmi w tempie 90 bpm.
2. przykład jak metrum 2/4ⓘ brzmi w tempie 90 bpm.
3. przykład jak metrum 3/4ⓘ brzmi w tempie 90 bpm.
4. przykład jak metrum 4/4ⓘ brzmi w tempie 90 bpm.
5. przykład jak metrum 5/8ⓘ brzmi w tempie 120 bpm.

## Dodatkowe informacje

### Muzyka afrykańska
W muzyce afrykańskiej bardzo szeroko używa się polirytmii, a dokładniej cross-rytmów, gdzie patern (siatkę) podstawowego rytmu pokrywa patern nierówno akcentowanych synkop.

### Muzyka hinduska
Przy recytowaniu czy intonacji świętych tekstów Wed używa się skomplikowanego stroju akcentowego, wykorzystywanego w ceremoniach i występach, swego rodzaju sag religijnych, znanych od 3 tys. lat. Kombinacja owych akcentów z tradycją perską „musiqi-je asil” (pers. موسیقی اصیل) oraz lokalnych tradycji daje klasyczną muzykę indyjską. Muzyka ta dzieli się na sekwencje, gdzie w zależności od tekstu używa się różnych akcentów. Kombinacja różnych improwizowanych sekwencji daje różnorodność paternu (siatki) rytmicznej.

### Muzyka bałkańska
Najbardziej osobliwe i skomplikowane są metra ludowej muzyki bałkańskiej (głównie Bułgaria i Macedonia, północna Grecja, europejska część Turcji i wschodnia Serbia). Termin „takty nierównodzielne” został wprowadzony do światowej terminologii muzycznej przez bułgarskich muzykoznawców na początku XX wieku, dlatego też slangowo określane są jako „bułgarskie”, a wśród muzyków w samej Bułgarii – jako „krzywe”.
Istnieje wielka różnorodność owych rytmów: 7/8 (2+2+3 lub 2+3+2); 8/8 (3+2+3 lub 3+3+2); 11/8; 12/8; 15/8; 12/16 (Petrunino Horo) oraz różniących się wewnątrz jednego metrum grupy rytmiczne. Najbardziej popularne jest metrum Ryczenica 7/8 (2+2+3, te liczby oznaczają czas trwania taktu, natomiast przez tancerzy liczy się 1-2-3. albo 1.-2-3 w zależności od tego, z którego regionu jest ten taniec).
Oprócz rytmów tanecznych istnieją też rytmy charakterystyczne dla utworów reprezentowanych np. przez pieśń Polegnala e Todora 11/8 (2+2+3+2+2). Istnieją też utwory z dwoma rodzajami metrum, jak i utwory bez sprecyzowanego metrum, zwane niemezuralnymi.
Wraz z popularyzacją folkloru bułgarskiego asymetryczne metrum w XX wieku zaczyna żyć własnym życiem również w muzyce zachodniej: poważnej (np. Igor Strawinski, Béla Bartók, Philip Glass, Steve Reich), filmowej (np. Gwiezdny pył (2007), Xena: Wojownicza księżniczka, utwór „America” z West Side Story) czy rockowej (Dream Theater, Rush) i jazzowej.